# Cheval-Blanc
Cheval-Blanc is een gemeente in het Franse departement Vaucluse (regio Provence-Alpes-Côte d'Azur) en telt 3524 inwoners (1999). De plaats maakt deel uit van het arrondissement Apt Het is tevens de naam van de wijn die in het Château wordt geproduceerd.

## Geografie
De oppervlakte van Cheval-Blanc bedraagt 5,83 km², de bevolkingsdichtheid is 60,4 inwoners per km².
De onderstaande kaart toont de ligging van Cheval-Blanc met de belangrijkste infrastructuur en aangrenzende gemeenten.

## Demografie
Onderstaande figuur toont het verloop van het inwonertal (bron: INSEE-tellingen).